# Amphoe Pak Chong
Amphoe Pak Chong (thailändisch อำเภอ ปากช่อง) ist ein Landkreis (Amphoe – Verwaltungs-Distrikt) im Westen der Provinz Nakhon Ratchasima. Die Provinz Nakhon Ratchasima liegt in der Nordostregion von Thailand, dem so genannten Isan. 

## Geographie
Der Landkreis Pak Chong ist das „Tor“ zum Nordosten Thailands (Isan). Sowohl eine der Haupt-Fernstraßen Thailands, die Thanon Mittraphap („Straße der Freundschaft“; Nationalstraße 2), wie auch die Nordost-Linie der thailändischen Eisenbahn (SRT) kreuzen das Phetchabun-Gebirge in diesem Landkreis.
Voraussichtlich 2027 wird Pak Chong durch den ersten Hochgeschwindigkeitszug in Thailand erschlossen.
Mit 1825 km² ist Pak Chong der flächengrößte Bezirk der Provinz Nakhon Ratchasima und mit 192.000 der mit der zweitgrößten Bevölkerung nach dem Hauptstadtdistrikt Amphoe Mueang Nakhon Ratchasima.
Benachbarte Gebiete (von Norden im Uhrzeigersinn): die Amphoe Sikhio und Wang Nam Khiao der Provinz Nakhon Ratchasima, Amphoe Mueang Nakhon Nayok der Provinz Nakhon Nayok, Amphoe Prachantakham der Provinz Prachin Buri sowie Amphoe Muak Lek der Provinz Saraburi.
Der erste Nationalpark Thailands, der Khao-Yai-Nationalpark liegt teilweise im Landkreis Pak Chong. Er ist das Quellgebiet des Mae Nam Takhong (Takhong-Fluss), eines Seitenflusses des Mae Nam Mun (Mun-Fluss). Der Takhong ist die Haupt-Wasserressource der Stadt Nakhon Ratchasima. Er wird im Norden von Amphoe Pak Chong von der Lam-Takhong-Talsperre gestaut.

## Geschichte
Das Gebiet des heutigen Landkreises war in der Vergangenheit Teil des Tambon Khanong Phra im Distrikt Chan Thuek (der heutige Amphoe Sikhio). Als während der Regierungszeit von König Chulalongkorn (Rama V.) die nordöstliche Eisenbahnstrecke (siehe: Thailändische Staatseisenbahn) durch das Gebiet gebaut wurde, sprengte man die Berge Nok Yung und Noi, um eine Durchfahrt (Thai: Chong – auch: „Kanal“) für die Eisenbahn zu ermöglichen. Daher nannten die Einwohner ihr nahegelegenes Dorf Pak Chong, was etwa „Mündung des Kanals“ bedeutet. 
Im Jahr 1949 wurde Ban Pak Chong zum Tambon Pak Chong erweitert. Es wurde 1956 zu einem „Zweigkreis“ (King Amphoe) aufgewertet, seinerzeit bestehend aus den Tambon Pak Chong, Chanthuek, Klong Dan und Mu Si. Schließlich bekam Pak Chong im Juli 1958 den vollen Amphoe-Status.

## Verwaltung

### Provinzverwaltung
Der Landkreis Pak Chong ist in zwölf Tambon („Unterbezirke“ oder „Gemeinden“) eingeteilt, die sich weiter in 219 Muban („Dörfer“) unterteilen.
| Nr. | Name           | Thai       | Muban | Einw.  |
| --- | -------------- | ---------- | ----- | ------ |
| 1.  | Pak Chong      | ปากช่อง     | 22    | 44.123 |
| 2.  | Klang Dong     | กลางดง     | 15    | 12.920 |
| 3.  | Chanthuek      | จันทึก       | 22    | 17.002 |
| 4.  | Wang Katha     | วังกะทะ     | 24    | 09.486 |
| 5.  | Mu Si          | หมูสี        | 19    | 12.519 |
| 6.  | Nong Sarai     | หนองสาหร่าย | 25    | 38.206 |
| 7.  | Khanong Phra   | ขนงพระ     | 15    | 12.353 |
| 8.  | Pong Talong    | โป่งตาลอง   | 13    | 05.184 |
| 9.  | Khlong Muang   | คลองม่วง    | 21    | 10.161 |
| 10. | Nong Nam Daeng | หนองน้ำแดง  | 11    | 09.881 |
| 11. | Wang Sai       | วังไทร      | 18    | 11.375 |
| 12. | Phaya Yen      | พญาเย็น     | 14    | 07.772 |

### Lokalverwaltung
Es gibt eine Kommune mit „Stadt“-Status (Thesaban Mueang) im Landkreis:
- Pak Chong (Thai: เทศบาลเมืองปากช่อง) besteht aus Teilen der Tambon Pak Chong und Nong Sarai.

Es gibt vier Kommunen mit „Kleinstadt“-Status (Thesaban Tambon) im Landkreis:
- Klang Dong (Thai: เทศบาลตำบลกลางดง) besteht aus Teilen der Tambon Klang Dong und Phaya Yen.
- Wang Sai (Thai: เทศบาลตำบลวังไทร) besteht aus dem gesamten Tambon Wang Sai.
- Mu Si (Thai: เทศบาลตำบลหมูสี) besteht aus dem gesamten Tambon Mu Si.
- Sima Mongkhon (Thai: เทศบาลตำบลสีมามงคล) besteht ebenfalls aus Teilen des Tambon Klang Dong.

Außerdem gibt es neun „Tambon-Verwaltungsorganisationen“ (องค์การบริหารส่วนตำบล – Tambon Administrative Organizations, TAO):
- Pak Chong (Thai: องค์การบริหารส่วนตำบลปากช่อง)
- Chanthuek (Thai: องค์การบริหารส่วนตำบลจันทึก)
- Wang Katha (Thai: องค์การบริหารส่วนตำบลวังกะทะ)
- Nong Sarai (Thai: องค์การบริหารส่วนตำบลหนองสาหร่าย)
- Khanong Phra (Thai: องค์การบริหารส่วนตำบลขนงพระ)
- Pong Talong (Thai: องค์การบริหารส่วนตำบลโป่งตาลอง)
- Khlong Muang (Thai: องค์การบริหารส่วนตำบลคลองม่วง)
- Nong Nam Daeng (Thai: องค์การบริหารส่วนตำบลหนองน้ำแดง)
- Phaya Yen (Thai: องค์การบริหารส่วนตำบลพญาเย็น)